# Askersund
Askersund er en by i Örebro län i Sverige og hovedby i Askersunds kommun. Byen har cirka 3.900 indbyggere.